# Cumberland Sheepdog

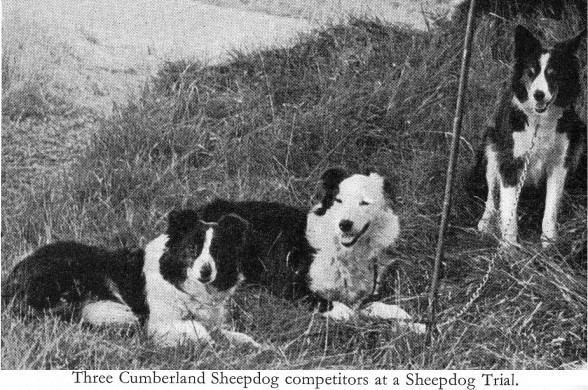
3 cani da pastore del Cumberland

Il cane da pastore del Cumberland è una razza canina estinta legata al border collie e ad altri vecchi tipi di collie da lavoro. 
Si sostiene che sia uno degli antenati del pastore australiano e nella prima parte del XX secolo alcuni cani da pastore del Cumberland venivano chiamati border collie e potrebbero essere stati assorbiti in quest'ultima razza.
I cani da pastore del Cumberland furono descritti nel libro Dogs In Britain, A Description of All Native Breeds and Most Foreign Breeds in Britain di Clifford LB Hubbard, 1948.